# Festsaal

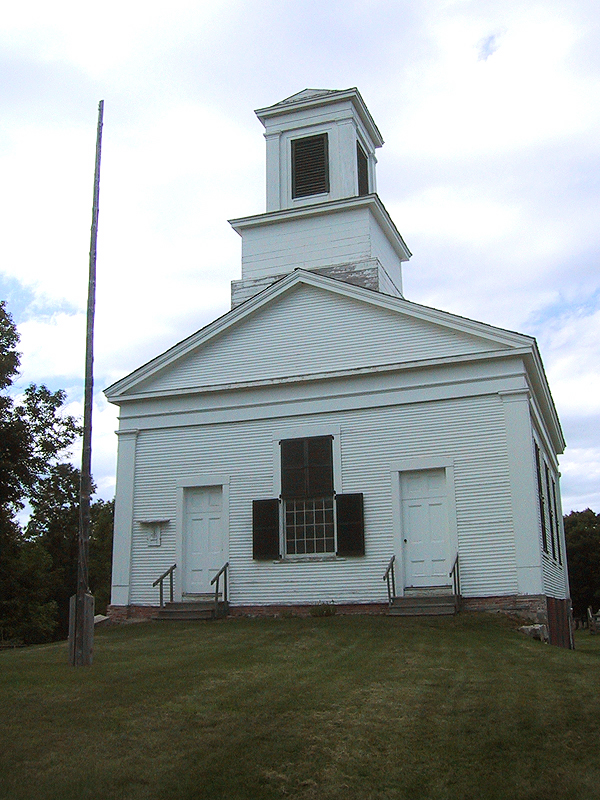
Der Vermont-Versammlungssaal in Braintree

Ein Festsaal, oder auch Versammlungshalle ist eine Veranstaltungsstätte. Meist dient dazu ein großer Raum, der benutzt wird, um öffentliche Versammlungen oder Treffen von Mitgliedern einer Organisation (wie z. B. Schulen, Kirchen etc.) zu halten.

## Funktionshalle

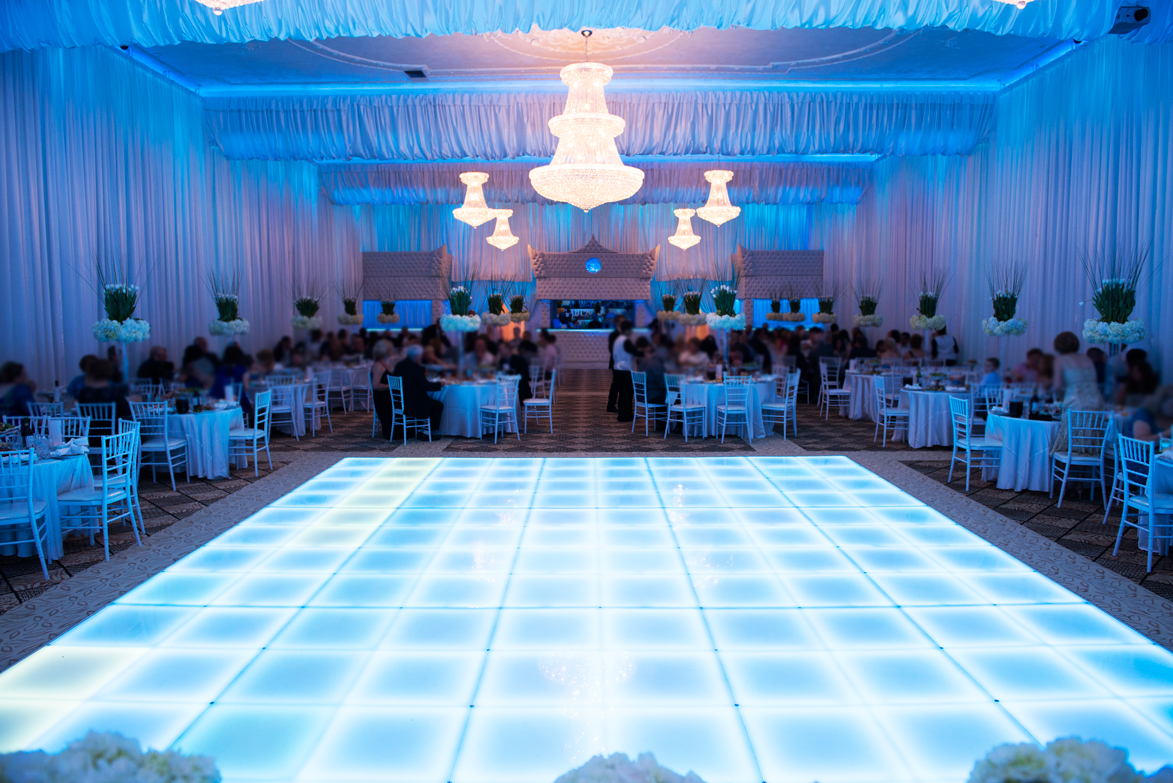
Bankettsaal und Hochzeitsempfang

Als Funktionshalle (oder auch Empfangshalle oder Bankettsaal) bezeichnet man eine spezielle Version eines Festsaals, also einen Raum oder ein Gebäude, das für die Zwecke der Gastgeber einer Party, Hochzeit, eines Bankett oder einer andern Feierlichkeit oder gesellschaftlichen Veranstaltung verwendet wird. Funktionshallen finden sich oft in Kneipen, Clubs, Hotels oder Restaurants. Die meisten Hallen werden von Vereinen geführt und als Spendenaktion vermietet.
Die erste aufgezeichnete Erwähnung von „Funktionsräumen“ stammt aus dem Jahre 1922.

## Galerie

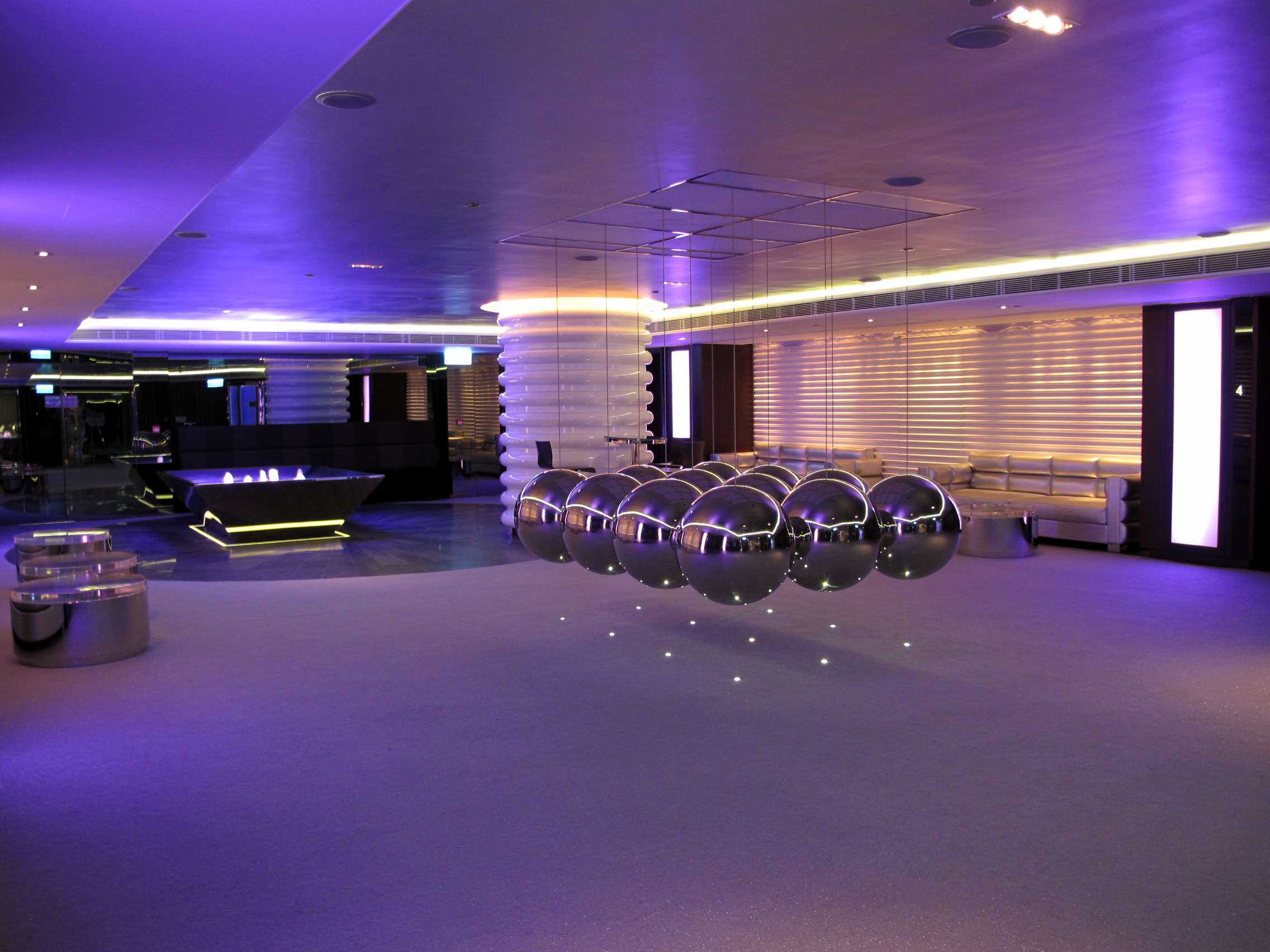
Veranstaltungsort eines Nachtclubs
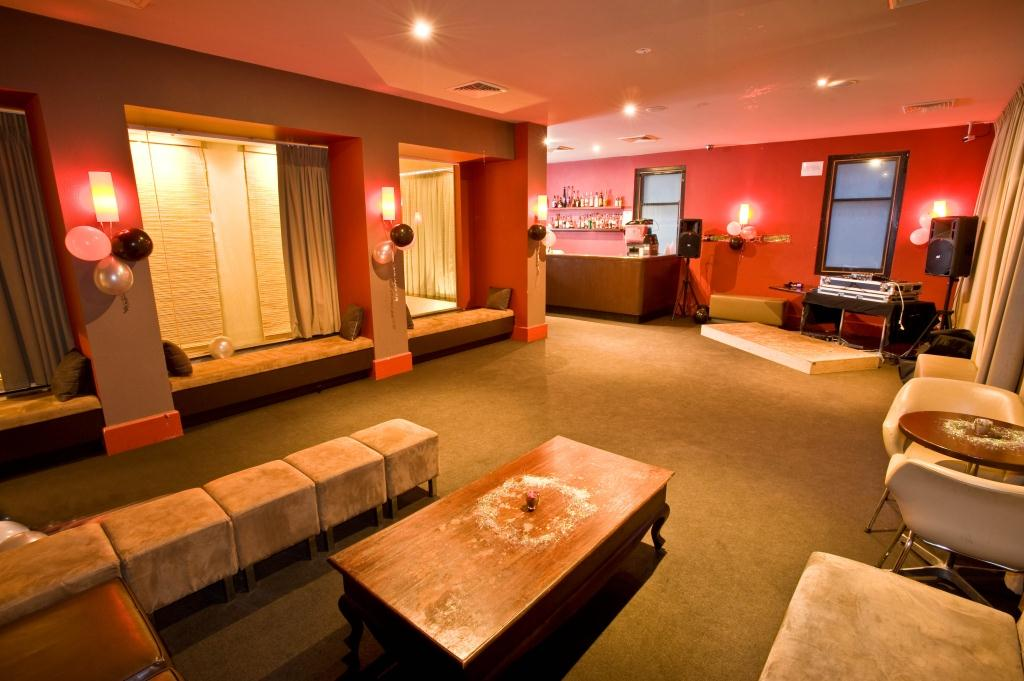
Funktionshalle in Melbourne
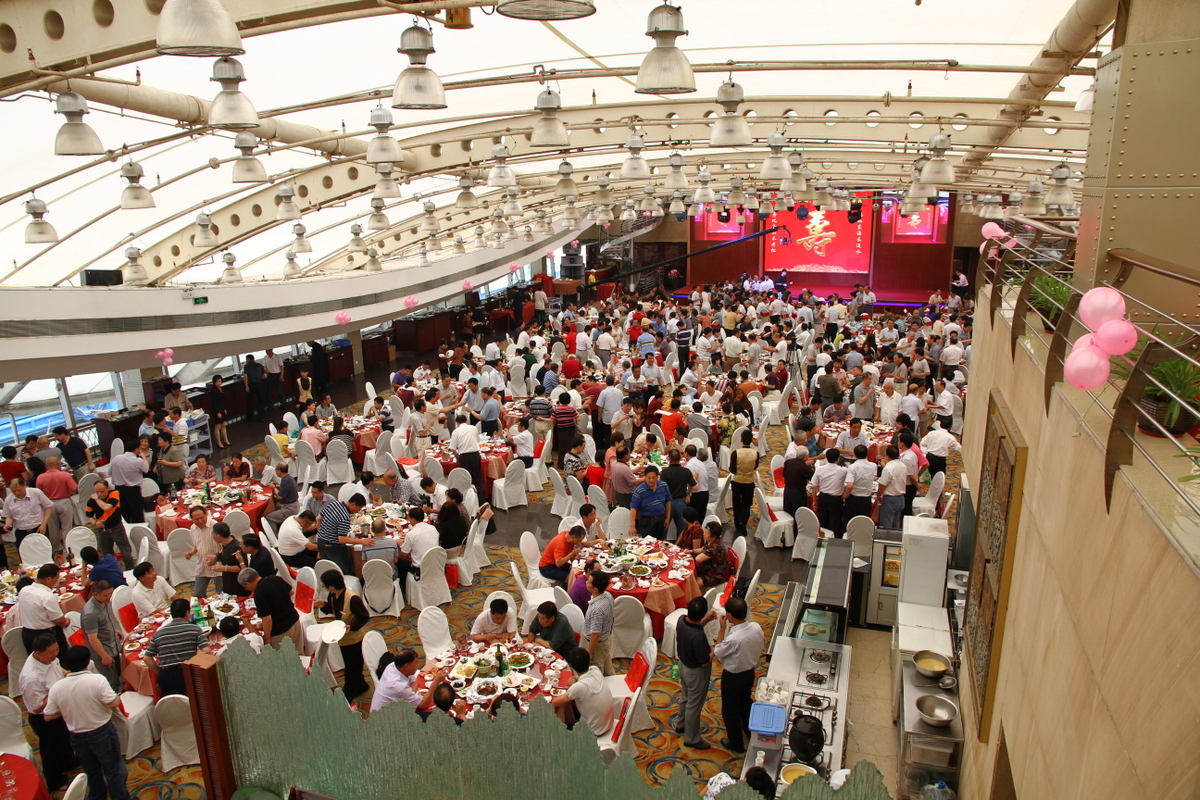
Chinesischer Bankettsaal
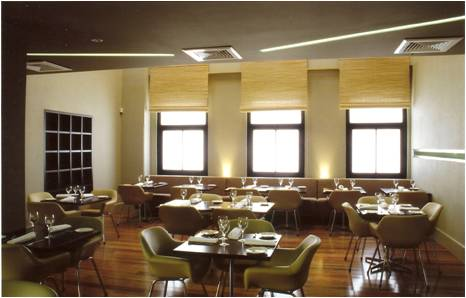
Veranstaltungsort
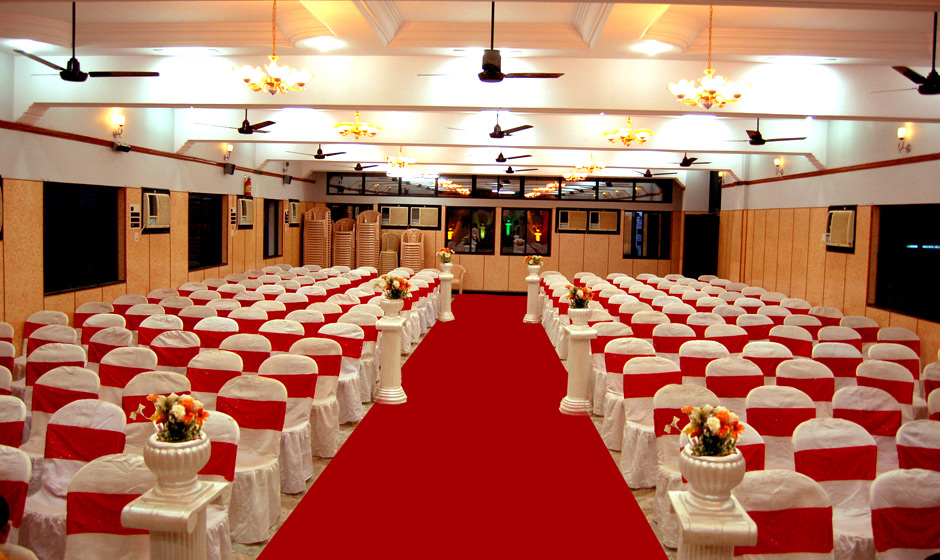
Funktionshalle